# Новоалтайск
Новоалтайск (на руски: Новоалтайск) е град в Русия, административен център на Първомайски район, Алтайски край. Населението на града към 1 януари 2018 година е 73 439 души.

## История
Селището е упоменато през 18 век, през 1942 година получава статут на град. До 1962 година носи името Чесноковка.

## География
Градът е разположен по десния бряг на река Об, срещу град Барнаул.